# Piano circalitorale

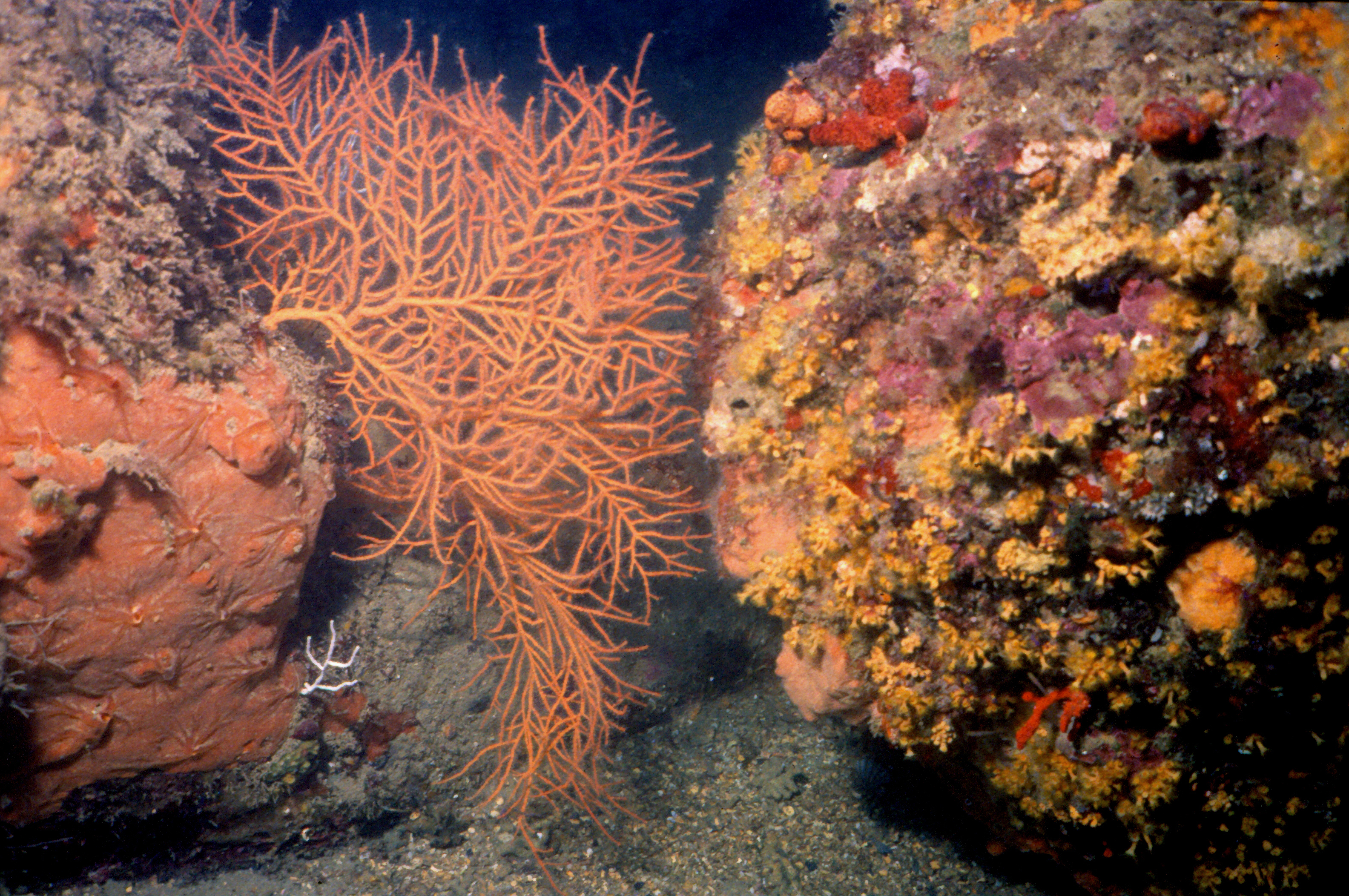
Ambiente coralligeno

Il piano circalitorale è un ambiente marino caratterizzato da scarsa luminosità, che si estende dal limite inferiore del piano infralitorale fino alla profondità massima di circa 150 m, oltre la quale le alghe pluricellulari non riescono ad esplicare la fotosintesi.  
In questo piano la componente vegetale lascia gradualmente il passo a quella animale. È il piano del cosiddetto coralligeno, un'importante biocenosi caratterizzata da fondi rocciosi ricoperti da un fitto concrezionamento biologico, costituito soprattutto ad alghe rosse calcaree (Corallinaceae) e da densi popolamenti animali di briozoi incrostanti, celenterati (come Paramuricea clavata, Eunicella stricta ed Eunicella cavolinii), spugne incrostanti o a portamento eretto, policheti ed  echinodermi.